# 长苞荆芥
长苞荆芥（学名：Nepeta longibracteata）为唇形科荆芥属下的一个种。

## 扩展阅读
- 維基物種上的相關：长苞荆芥